# Vaillant (képregénymagazin)
A Vaillant (kiejtése kb. „vájan”, jelentése ’bátor’) egy francia képregénymagazin, ami 1945-től 1992-ig jelent meg. Ez volt az egyetlen képregényújság, amit Magyarországon az 1960-as évektől folyamatosan lehetett kapni. Képregényei közül több magyarul is megjelent, többek közt a Pajtás, a Füles, a Hahota, a Kockás, a Tiszta Dili és a Fekete-Fehér Képregényantológia lapjain.

## Le Jeune Patriote
A Vaillant közvetlen előzményének a második világháború alatt 1942-től kezdve terjesztett Le Jeune Patriote tekinthető. Ez az újság nyolc oldalon jelent meg illegálisan a francia maquisard-ok, az antifasiszta ellenállók hőstetteit dicsőítve. Képregényt összesen két oldalon közölt Michel Debonne, majd Roger Lécureux forgatókönyvei nyomán. A háború után, 1945-ben csatlakozott első nagy rajzolójuk, Raymond Poïvet, aki előtte a kollaboráns Le Téméraire képregény-rajzolója volt. A 31. szám után a lap címét Vaillant-ra változtatták, ezen a címen 1945. június 1-jén jelent meg először. A Vaillant-t a Francia Kommunista Párt ifjúsági lapjaként tartották számon.

## A háború után
A háború alatt az amerikai képregények egyáltalán nem jelenhettek meg Franciaországban. 1949-től az ifjúsági törvény is megtiltotta az akkoriban divatos horrorsorozatok ürügyén újra behozatalukat. Roger Lécureux, mint a Francia Kommunista Párt tagja és a Vaillant főszerkesztője maga köré gyűjtötte azokat az alkotókat, akik hasonló témában új mondanivalóval akarták újjáéleszteni a képregénypiacot. A már említett Poïvet-val mint rajzolóval első sorozata a „Reménység úttörői” (Les Pionniers de l'Espérance) címet viselte. A Reménység Úttörői egy sci-fi, melyben egy nemzetközi csapat (kínai, francia, amerikai, orosz, sőt egy ideig fekete-afrikai tagja is volt) védi meg újra meg újra a Földet különböző földönkívüli támadásoktól. A sorozat harminc évig futott. 1946-tól 48-ig Rémy Bourlès (Bob Mallard), René Bastard (Nasdine Hodja, Yves le loup) Lucien Nortier (Captain Cormoran, Sam Billie Bill) rajzoltak még kalandsorozatokat. A Nasdine Hodját később Jean Ollivier szövegíró jegyezte. Lécureux mellett kalandsorozatokat szinte csak ő írt. Humoros képregény három jelent meg: Eugéne Gire La Pension Radicelle valamint Claude Henri és José Cabrero Arnal Placid és Muzója 1946-tól. 1950 áprilisától a Vaillant 16, majd 1956-tól 32 oldalon jelent meg hetente.
Az 1950-es évek új sorozati között meg kell említeni a fiatal Paul Gillon és Jean-Claude Forest sorozatait (Fils de chine ill. Copyright) Jean Cézard „Artúr, az igazságtevő szellem” (Arthur le fantôme justicier) című sorozatát. A húsz évet megélt Totoche-t (magyarul egy része megjelent „Menyus” címmel). Cabrero Arnal a L'Humanité lapjairól 1959-ben hozta át Pif-et, a kutyát, aki rövid idő alatt lett nagyon népszerű, majd az újság kabalája, később címadója. Minden számban olvasható volt egy kalandja, Arnal után egy sor rajzoló folytatta. Ugyancsak ebben az évben a már nagyon ismert René Goscinny is indított a Vaillant-nál egy sorozatot (Pipsi) címmel. Az 1960-as években az ifjú Marcel Gottlib homoros sorozatai, elsősorban a „Porcogó, avagy az élet értelme” (Gai-Luron ou la joie de vivre), Michel Greg gyerekcsapatról szóló Les As (Ászok) hoztak új színt a magazin életébe, ami ekkor már a Vaillant le Journal de Pif címmel jelent meg, a 889. számtól kisebb méretben és egy helyett két- majd négyoldalas folytatásokkal.

## Pif Gadget

Pif és Herkules, a magazin állandó szereplői

1969-ben az egyre inkább szaporodó képregénymagazinok (Pilote, Hara-Kiri) hatására a Vaillant-nak is lépnie kellett. Az 1239. számtól a lap címe Pif Gadget-re változott, ami a laphoz mellékletként csomagolt kis szórakoztató mütyürkékre, gadget-ekre utalt. A legfőbb változás azonban az volt, hogy a folytatásokról teljesen átállt az egy szereplő – egy teljes kerek történet felállásra. Ennek következményeként 1969 és 1973 között sok új rajzoló és új sorozat jelent meg. Magyarországon szinte mindegyik megjelent a Kockásban vagy a Hahotában. 1969-ben debütált André Chérét Rahan-ja, de Chérét vette át a Bob Mallard rajzolását is. 1970-től Raphael Carlo Marcello Dr. Justice, 1972-től a „Fekete Farkas” (Loup Noir) Kline tollából, Hugo Pratt Corto Maltese sorozata tartotta izgalomban olvasóit. Ugyanekkor Lucien Nortier egy időben dolgozott a Tulipános Fanfan, a Robin Hood kalandjait feldolgozó Robin des bois és a régi partizántörténeteket feldolgozó Le Grêlé 7/13 történetein. A humoros sorozatok közül Jacques Kamb „Vakarcs” (Dicentim), „Kviki” (Couik) és Poirier „Horkantó, a vadnyugat lova” (Horace, cheval de l'ouest) és „Szuperkandúr” (Supermatou) című képregényei számítottak újdonságnak.

## Hanyatlás
Az 1970-es évek második fele nem alakult szerencsésen a Vaillant/Pif számára. 1973-ban Poïvet abbahagyja a Reménység Úttörőit, 1976-ban Tabary a Totoche-t. Egy évre rá meghalt Jean Cézard. Új írók-rajzolók, sőt sorozatok ugyan indultak – pl. 1975 Lécureux-Norma Apacs Kapitány – de már nem akkora jelentőségűek, mint a háború után. Megpróbálkoztak tv-sorozatok, rajzfilmek, ismert regények, sőt sztárok képregényes változataival. Erre a régi rajongók is elfordultak tőlük. 1982-ben Le Nouveau Pif címmel új tartalmat ígérve átalakulnak, de valójában a Tintin és a Pilote néhány sorozatát vették át. 1985-ben az újság visszatért a Pif Gadget névre. Hivatalosan 1992-ben ért végleg véget.

## Újjáélesztési kísérletek
1993-ban többször is új néven életre akarták kelteni a Pif Gadget-t sikertelenül. A Pif Mensuel öt, a Pif Découverte mindössze három számot élt meg.
2004-ben egy új szerkesztő, Bernard Ciccolini Pif Gadget néven havilapként újra kiadott néhány régi történetet. 2008-ban másodszor is véget ért a lap története.

## A Vaillant magyarországi hatása
Ez volt az egyetlen képregényújság, amit Magyarországon az 1960-as évektől folyamatosan lehetett kapni. Dargay Attilától a Pajtás szerkesztősége kérte egy Pifhez hasonló figura megteremtését – így született Kajla. Zórád Ernő és Fazekas Attila is többször hivatkozott rá, hogy a képregény alapvető fogásait a Vaillant-ból tanulták meg.

## Megjelent képregények
| Év   | Francia cím                   | Alkotók                                             | Zsáner                               | Magyar cím                                                                   | Magyar megjelenés                                     |
| ---- | ----------------------------- | --------------------------------------------------- | ------------------------------------ | ---------------------------------------------------------------------------- | ----------------------------------------------------- |
| 1945 | Les Pionniers de l'Esperance  | Roger Lécureux, Raimond Poïvet                      | science fiction                      | A Reménység Úttörői, Tangha és Maud kalandjai                                | Füles, Fekete Fehér Képregény-antológia, önálló album |
| 1946 | Placid et Muzo                | José Cabrero Arnal                                  | humor                                | Muki és Döme, Placid és Muzó, Szende Kandúr és Csupaorr Róka, Miska és Szása | Pajtás, Hahota, Kockás,Képes Nyelvmester              |
| 1946 | Bob Mallard                   | R. Bourlès, Yves Roy,H. Bourdens, J.Sani, A. Chéret | pilótatörténet                       | Bob Mallard                                                                  | Pajtás, Füles                                         |
| 1946 | Nasdine Hodja                 | R. Lécureux, P. Le Guen                             | egzotikus kaland                     | Naszreddin Hodzsa                                                            | Pajtás, Mini Pajtás                                   |
| 1947 | Yves le Loup                  | Jean Ollivier, R. Bastard, E. Coelho                | középkori                            | nem jelent meg                                                               | nem jelent meg                                        |
| 1947 | Capitiane Cormorane           | R. Lécureux, Lucien Nortier, Paul Gillon            | kalóztörténet                        | Cormoran, a kalókapitány                                                     | Mini Pajtás                                           |
| 1948 | Lynx Blanc                    | R. Lécureux, Claude Henri, Paul Gillon              | vadnyugati                           | nem jelent meg                                                               | nem jelent meg                                        |
| 1949 | Sam Billie Bill               | R. Lécureux, J. Ollivier, Lucien Nortier            | vadnyugati                           | nem jelent meg                                                               | nem jelent meg                                        |
| 1949 | A Babord et père OK           | Eugène Gire                                         | humor                                | nem jelent meg                                                               | nem jelent meg                                        |
| 1950 | Fils de Chine                 | R. Lécureux, Paul Gillon                            | egzotikus kaland                     | nem jelent meg                                                               | nem jelent meg                                        |
| 1952 | Pif                           | José Cabrero Arnal                                  | humor                                | Pif                                                                          | Pajtás, Hahota, Kockás                                |
| 1952 | P'tit Joc                     | J. Ollivier, P. Castex, A. Joy                      | okos ló és gazdája                   | nem jelent meg                                                               | nem jelent meg                                        |
| 1952 | Le copyright                  | Jean-Claude Forest                                  | humor                                | nem jelent meg                                                               | nem jelent meg                                        |
| 1953 | Louk                          | R. Lécureux, J. C. Pascal, Max Lenvers              | Egy farkas története                 | nem jelent meg                                                               | nem jelent meg                                        |
| 1953 | Arthur                        | Jean Cézard                                         | Igazságtevő szellem (humor)          | Arthúr                                                                       | Hahota, Kockás, Mini Pajtás                           |
| 1954 | La Pension Radicelle          | Eugène Gire                                         | humor                                | sorozat cím nélkül                                                           | Pajtás                                                |
| 1955 | Ragnar le viking              | J. Ollivier, E. Coelho                              | vikingtörténet                       | nem jelent meg                                                               | nem jelent meg                                        |
| 1956 | Jacques Flash                 | P. Castex, P. Le Guen, Gerald Forton, R. Deynis     | detektívtörténet                     | Jacques Flash                                                                | Jó Pajtás                                             |
| 1956 | Richard et Charlie            | Jean Tabary                                         | humoros kaland                       | nem jelent meg                                                               | nem jelent meg                                        |
| 1956 | Group-group et C'ha pa        | R. Monzon                                           | humor                                | Csapa és Gru-gru                                                             | Buksi                                                 |
| 1957 | Wango                         | R. Lẻcoreux, E. Coelho, Paul Gillon                 | tengerésztörténet                    | nem jelent meg                                                               | nem jelent meg                                        |
| 1957 | Davy Crockett                 | J. Ollivier, E. Coelho, Kline                       | vadnyugati történet                  | Davy Crockett                                                                | Buksi                                                 |
| 1958 | Pifou                         | Roger Mas                                           | humor                                | Pifu                                                                         | Hahota, Kockás, Mini Pajtás                           |
| 1959 | Pipsi                         | Renẻ Goscinny, C. Godard                            | egy légikisasszony humoros kalandjai | nem jelent meg                                                               | nem jelent meg                                        |
| 1959 | Totoche                       | Jean Tabary                                         | humor                                | Menyus                                                                       | Kockás                                                |
| 1963 | Teddy Ted                     | R. Lécureux, Yves Roy, Gerald Forton                | vadnyugati történet                  | Teddy Ted                                                                    | Reklámújság,Magyar Ifjúság, önálló album              |
| 1964 | Nestor                        | H. Crespi                                           | humor                                | nem jelent meg                                                               | nem jelent meg                                        |
| 1964 | Les As                        | Michel Greg                                         | kópétörténet                         | Ászok                                                                        | Kockás                                                |
| 1964 | Gai-Luron                     | Marcel Gotlib                                       | humor                                | Lurkó                                                                        | Tiszta Dili                                           |
| 1965 | Le Concombre Masqué           | Nikita Mandryka                                     | humor                                | nem jelent meg                                                               | nem jelent meg                                        |
| 1965 | Corinne et Jeannot            | Jean Tabary                                         | humor                                | Corinne és Jeannot,Vica és Jocó                                              | Mini Pajtás                                           |
| 1966 | Le Grêlé 7/13                 | R. Lécureux, L. Nortier, C. Gaty                    | partizántörténet                     | Ragyás                                                                       | Füles,Képes Nyelvmester                               |
| 1968 | Jeremie                       | Paul Gillon                                         | kalóztörténet                        | Jeremie                                                                      | Képes Nyelvmester                                     |
| 1968 | M le magicien                 | M. Mattiou                                          | humor                                | nem jelent meg                                                               | nem jelent meg                                        |
| 1969 | Leo                           | Roger Mas                                           | humor                                | Leó                                                                          | Hahota, Kockás, Naná                                  |
| 1969 | La Jungle en folie            | C. Godard, Mic Delinx                               | humor                                | nem jelent meg                                                               | nem jelent meg                                        |
| 1969 | Rahan                         | R. Lécureux, André Chéret                           | kaland                               | Rahan                                                                        | Kockás, Pajtás                                        |
| 1969 | Les Rigolus et le les Tristus | Jean Cézard                                         | humor                                | Bruhahák és rigolyák, Bruhahák és busongók                                   | Kockás                                                |
| 1969 | Loup-Noir                     | J. Ollivier, Kline                                  | vadnyugati történet                  | Fekete Farkas                                                                | Pajtás                                                |
| 1970 | Corto Maltese                 | Hugo Pratt                                          | kalandos, történelmi                 | Corto Maltese                                                                | önálló album                                          |
| 1970 | Horace, cheval de l'ouest     | J. C. Poirier                                       | humor                                | Horkantó, a vadnyugat lova                                                   | Hahota, Kockás                                        |
| 1970 | Doctoeur Justice              | J. Ollivier, Raphael Carlo Marcello                 | kaland                               | Dr. Justice                                                                  | Kockás, Pajtás                                        |
| 1971 | Fanfan la Tulipe              | J. Ollivier, J. Sani, C. Gaty, Lucien Nortier       | romantikus kaland                    | Tulipános Fanfan                                                             | Kockás, Pajtás, Naná                                  |
| 1973 | Dicentim                      | J. Kamb                                             | humor                                | Vakarcs                                                                      | Hahota, Kockás                                        |
| 1973 | Surplouf                      | Jean Cézard                                         | humor                                | Surplouf, Kalpagos és kalózai                                                | Kockás                                                |
| 1975 | Capitiane Apache              | R. Lécureux, Norma                                  | vadnyugati történet                  | Apacs Kapitány, Okada                                                        | Kockás, Pajtás, Naná                                  |
| 1975 | Pinky                         | M. Mattiou                                          | humor                                | Pinky                                                                        | Hahota, Kockás                                        |
| 1975 | Supermatou                    | J. C. Poirier                                       | humor (szuperhős-paródia)            | Szuperkandúr                                                                 | Kockás                                                |
| 1976 | Eric le Rouge                 | J. Ollivier, E. Coelho                              | vikingtörténet                       | Bátor Erik                                                                   | Kockás                                                |
| 1976 | Taranis le gaulois            | Victor Mora, Raphael Carlo Marcello                 | romantikus történelmi                | Taranis, a gallok fia                                                        | Pajtás                                                |
| 1979 | Marine                        | P. Corteggiani, P. Tranchard                        | humor                                | Marina, a kis kalózlány                                                      | Kockás                                                |
| 1979 | Leonard                       | Turk, Bob de Groot                                  | humor                                | Adalbert a tudós; Leonard                                                    | Kockás, Pajtás, Hahota, Alfa, Tiszta Dili             |
| 1979 | Manivelle                     | C. Coux                                             | humor                                | Manivelle                                                                    | Hahota, Kockás                                        |
| 1979 | Ayak                          | J. Ollivier, E. Coelho                              | egzotikus farkastörténet             | Ayak, A fehér farkas                                                         | Pajtás, Kockás                                        |
| 1979 | Robinsons de la Terre         | R. Lécureux, Alfonso Font                           | science-fiction                      | nem jelent meg                                                               | nem jelent meg                                        |
| 1982 | Tarao                         | R. Lécureux, R. Marcello                            | kalandtörténet Rahan fiáról          | Taraó                                                                        | Kockás                                                |
| 1982 | Smith és Wesson               | F. Corteggiani, P. Tranchard                        | humor                                | Smith és Wesson                                                              | Hahota, Kockás                                        |
| 1982 | Yvain                         | J. Ollivier, Huescar                                | lovagtörténet                        | nem jelent meg                                                               | nem jelent meg                                        |
| 1983 | Cogan                         | J. Ollivier, C. Gaty                                | egzotikus kalandtörténet             | Cogan                                                                        | Kockás, Mini Pajtás                                   |

## További Információk
- Vaillant emlékoldala(francia)[halott link]
- Bayer Antal: A Vaillant képregényei, 1945-1969; Nero Blanco Comix, Bp., 2016